# Hadi Khosroshahi
Seyyed Hadi Khosroshahi (1939-27 de febrero de 2020) fue un clérigo y diplomático, primer embajador iraní en el Vaticano. Los círculos de inteligencia israelíes sospechaban que había establecido una red clandestina europea de extremistas musulmanes con sede en Roma.

## Carrera
Cuando tenía 15 años, Khosroshahi se unió al líder del militante Fada'iyan-e Islam (Devotos del Islam), Sayyid Mojtaba Mir-Lohi, apodado Navvab Safavi. Estaba cerca de la Hermandad Musulmana de Egipto. Basado en sus entrevistas, en al menos dos casos, buscó la aprobación de Khomeini para el asesinato del primer presidente de la República Islámica, Abolhassan Bani Sadr y la última reina de Irán, Farah Pahlavi, ambos viviendo en el exilio en París. Khomeini rechazó la idea, sostuvo Khosroshahi.
Khosroshahi fue una figura prominente en el Seminario Qom y fue representante del ayatolá Jomeini en el Ministerio de Cultura y Orientación Islámica después de la victoria de la Revolución iraní en 1979. Después de dos años, se convirtió en embajador de la República Islámica en el Vaticano. Fue el primer clero chií que sirvió y representó a la República Islámica en el Vaticano. Mientras estuvo en el Vaticano, fundó el Centro de Cultura Islámica de Europa, una base para propagar el chiismo en Occidente. Después de servir en el Vaticano, Khosroshahi fue enviado a El Cairo, donde representó a Teherán durante dos años en la Sección de Intereses de la República Islámica.

## Muerte
Khosroshahi falleció el 27 de febrero de 2020 a los 81 años en el hospital Masih Daneshvari donde fue ingresado infectado por el COVID-19 durante la pandemia global por coronavirus de 2019-2020.